# Lachemilla trevirani
Lachemilla trevirani är en rosväxtart som beskrevs av Werner Hugo Paul Rothmaler. Lachemilla trevirani ingår i släktet Lachemilla och familjen rosväxter. Inga underarter finns listade i Catalogue of Life.